# Strada extraurbana secondaria

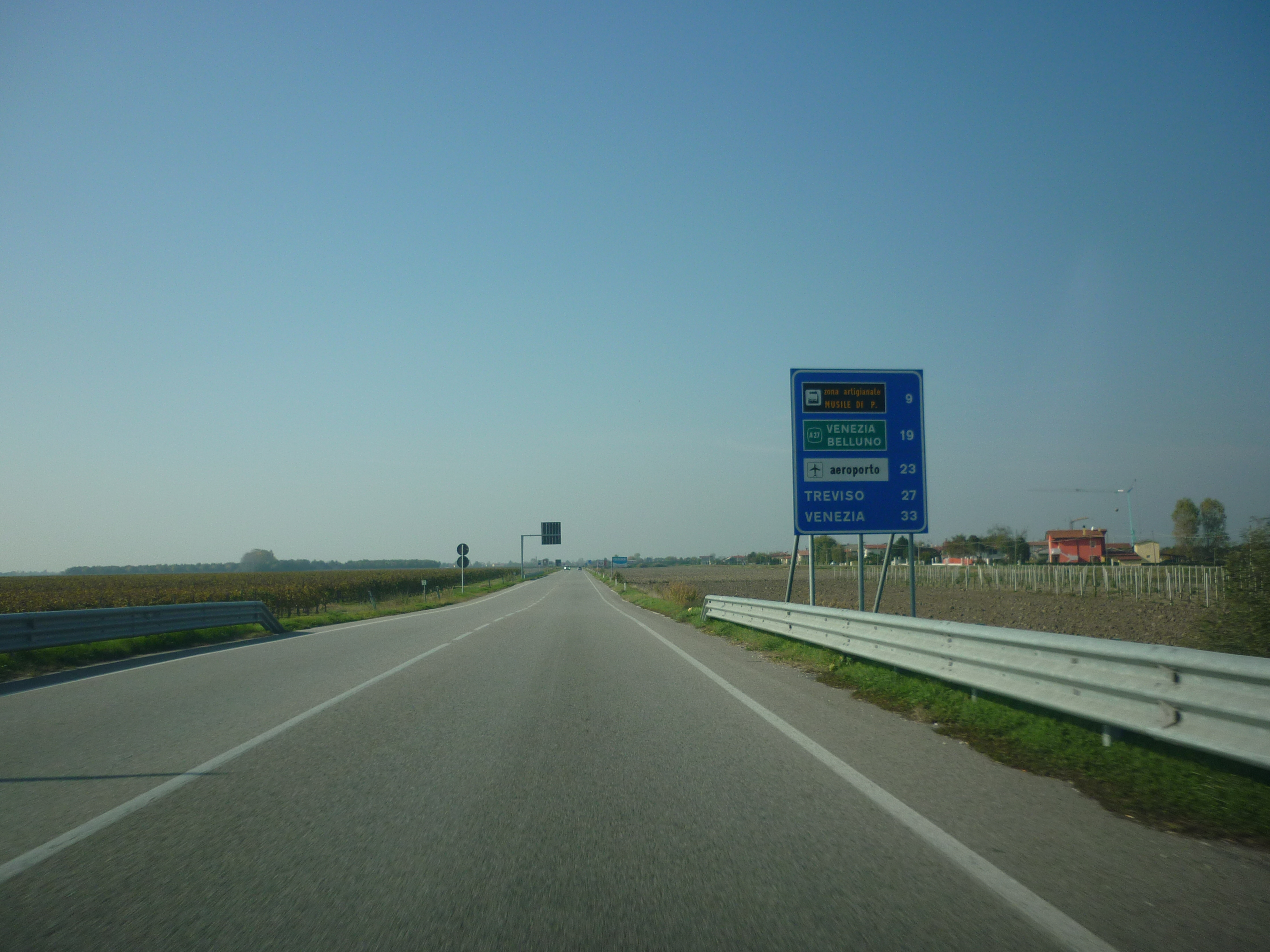
La strada statale 14 var/A Variante di Musile di Piave, una strada extraurbana secondaria

Una strada extraurbana secondaria o strada di tipo C è un tipo di strada secondo le normative italiane. È una classificazione tecnica.

## Caratteristiche
(Decreto legislativo 30 aprile 1992, n. 285, articolo 2, in materia di "Nuovo codice della strada")

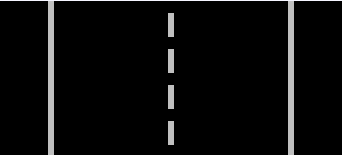
Strada extraurbana secondaria: sezione tipo

Questa categoria comprende quindi tutte le strade extraurbane a singola carreggiata, a prescindere da altre caratteristiche quali la presenza di intersezioni a raso, passaggi a livello o accessi privati. Nonostante ciò, sono assimilate alle strade extraurbane secondarie anche le strade a carreggiate separate costruite in base alle precedenti norme (nello specifico strada tipo III della Norma CNR 78/80 - Bollettino Ufficiale C.N.R. n. 78 del 28 luglio 1980) che non sono classificabili come strade extraurbane principali in quanto non possiedono tutti i requisiti minimi tecnici.
Le Norme funzionali e geometriche per la costruzione delle strade attualmente in vigore (approvate dal D.M. del 5/11/2001) ai sensi del Codice della Strada prevedono due tipi di strade extraurbane secondarie: le C1 e le C2. Si differenziano per il fatto che le C1 sono strade extraurbane secondarie a traffico sostenuto mentre le C2 sono a traffico limitato. In conseguenza di ciò la larghezza delle corsie di marcia delle C1 è pari a 3,75 metri per le C2 invece è pari a 3,50 metri. La banchina di destra delle C1 è larga 1,50 metri mentre quella delle C2 è larga 1,25 metri.
Sulle strade extraurbane secondarie è ammessa la circolazione di tutti i veicoli, purché in regola con le disposizioni stabilite nel Codice della Strada, anche quelli senza motore. Nel caso in cui su un determinato tratto di strada siano in vigore particolari divieti o limitazioni al transito, deve essere predisposta un'opportuna segnaletica.

## Limiti di velocità

### In Italia

Segnale di limite massimo di velocità generale

Sulle strade extraurbane secondarie, in Italia, il limite massimo di velocità per le autovetture, i motocicli, gli autocarri e gli autocaravan di massa a pieno carico non superiore alle 3,5 tonnellate è di 90 chilometri orari e mai superiore, in assenza di specifici segnali che fissino il limite a un valore inferiore, su un determinato tratto di strada.

Per altre categorie di autoveicoli, il limite può essere inferiore e dipende dal tipo di veicolo, e per la precisione:
- 80 km/h: veicoli per trasporto di cose con massa a pieno carico superiore alle 3,5 tonnellate e non superiore alle 12 tonnellate, veicoli per trasporto di persone con più di otto persone escluso il conducente, quadricicli pesanti, autobus e filobus con massa a pieno carico superiore alle 8 tonnellate;
- 70 km/h: veicoli per trasporto di cose con massa a pieno carico superiore alle 12 tonnellate, autoarticolati e autosnodati, autoveicoli (comprese le autovetture) trainanti rimorchio (anche leggero) o caravan;
- 60 km/h: mezzi d'opera (per esempio i camion da lavoro);
- 50 km/h: autoveicoli che trasportano materiali esplosivi;
- 45 km/h: ciclomotori e quadricicli leggeri;
- 40 km/h: macchine agricole gommate;
- 15 km/h: macchine agricole cingolate (devono essere autorizzate).

### Fuori dall'Italia

#### In Germania
In Germania lungo le strade extraurbane vige il limite massimo di 100 km/h (per auto e moto).

#### In Bosnia-Erzegovina
In Bosnia-Erzegovina il limite massimo di velocità per le strade extraurbane secondarie è 80 km/h.

#### Repubblica di San Marino
Nella Repubblica di San Marino il limite massimo di velocità per le strade extraurbane secondarie è di 70 km/h.

## Segnaletica

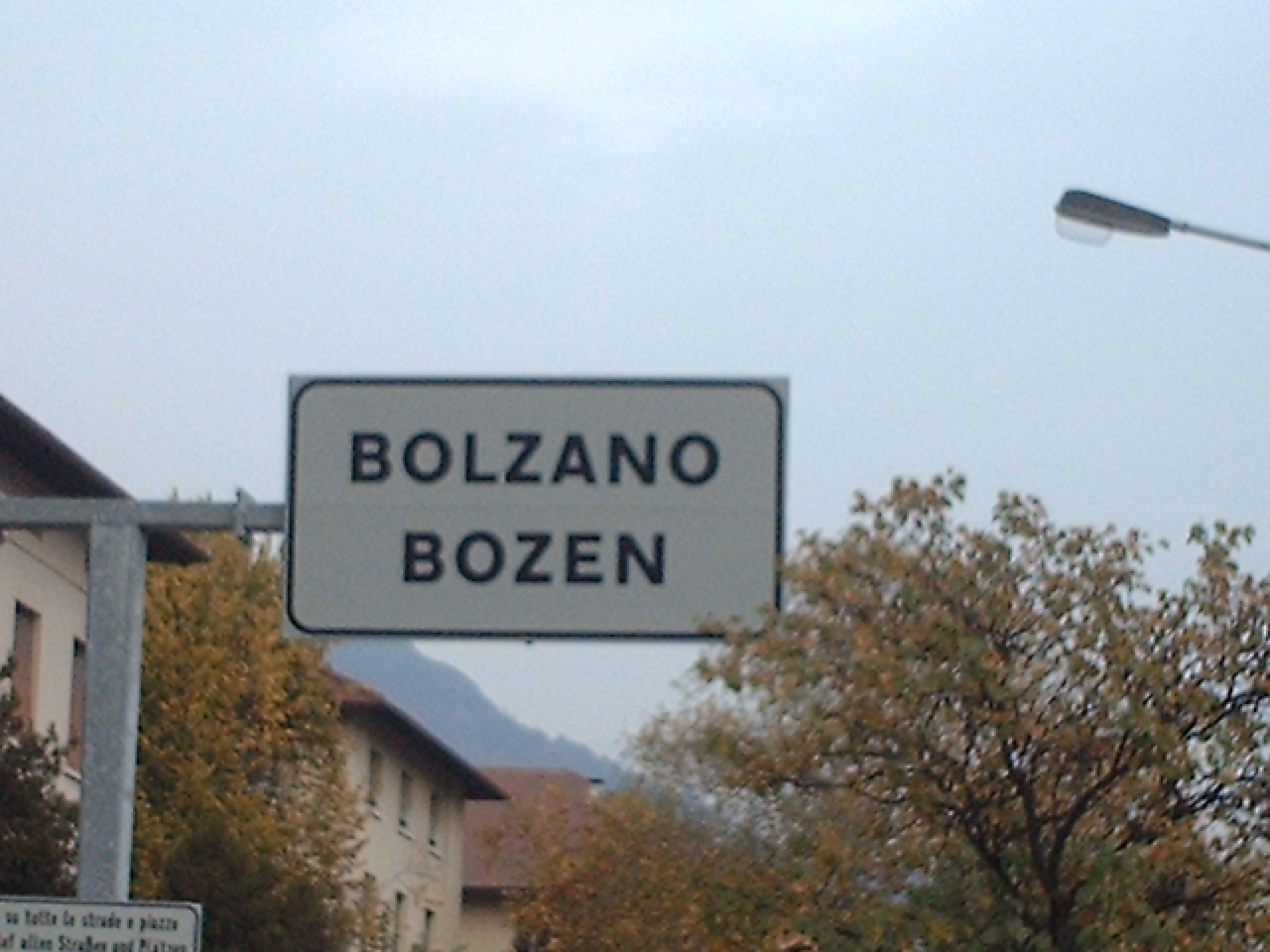
Segnale di inizio centro abitato: di conseguenza indica o la fine di una strada extraurbana secondaria o di una strada locale

Le strade extraurbane secondarie non sono contrassegnate da specifici segnali stradali del Codice della Strada italiano.
Tuttavia è possibile riconoscere l'inizio e la fine delle strade extraurbane secondarie dai segnali di inizio e fine centro o nucleo abitato (quei segnali rettangolari bianchi con le scritte nere recanti la scritta del comune, frazione o località; se sbarrato da una linea rossa indica la fine dell'abitato e di conseguenza l'inizio della strada extraurbana secondaria, se non sbarrato indica la fine della strada extraurbana secondaria).
In ogni caso non sempre una strada delimitata dai segnali di inizio e fine centro abitato è una strada extraurbana secondaria. Infatti può anche essere classificata come strada locale (categoria F), cioè una strada extraurbana secondaria per la quale mancano uno o più requisiti per poterla classificare come tale (ad esempio l'assenza delle banchine laterali).
Lungo le strade extraurbane secondarie il colore di fondo della segnaletica stradale (sia dei segnali di indicazione, sia ad esempio dei pannelli delle progressive chilometriche) è il blu.

## Classificazione amministrativa
Le strade extraurbane secondarie non seguono una nomenclatura specifica. Infatti possono essere classificate dal punto di vista amministrativo e quindi denominate come strade statali, strade regionali o strade provinciali.
Pertanto alcune strade statali, regionali o provinciali possono avere tratti classificati tecnicamente come strade extraurbane principali (strada di tipo B) altri come strade extraurbane secondarie (strada di tipo C) altri ancora come strade urbane (strade di tipo D e E).